# Laixi He
Laixi He (kinesiska: 濑溪河) är ett vattendrag i Kina. Det ligger i storstadsområdet Chongqing, i den sydvästra delen av landet, omkring 81 kilometer väster om det centrala stadsdistriktet Yuzhong.
Genomsnittlig årsnederbörd är 1 416 millimeter. Den regnigaste månaden är september, med i genomsnitt 262 mm nederbörd, och den torraste är december, med 15 mm nederbörd.